# Elopak
Elopak est une entreprise norvégienne qui fabrique des emballages alimentaires.
Elle a été fondée en 1957 par Johan Henrik Andresen and Christian August Johansen à Oslo, et l'origine du nom vient de European License Of PURE-PAK.

## Historique
En 2006-2007, Elopak, partie prenante au consortium Ferd/CVC échoue dans sa tentative d'OPA inamicale sur son concurrent SIG Combibloc